# Robert Watson (historien)
Pour les articles homonymes, voir Robert Watson et Watson.
Robert Watson est un historien écossais né vers 1730 à St Andrews et mort en 1780. 
Il était principal du collège de Saint-André. 
Il est l'auteur de :
- l'Histoire du règne de Philippe II, roi d'Espagne (Édimbourg, 1777) ;
- Histoire de Philippe III  achevé par William Thomson et publié en 1783.

Qualifiés d'élégants, clairs mais suspectés de manquer d'impartialité selon le Dictionnaire Bouillet, les ouvrages ont été respectivement traduits par Mirabeau avec l'aide de Jean-Baptiste-Luton Durival en 1778, et L.-J.-A. Bonnet en 1809.